# Orion Music + More
Orion Music + More, mais conhecido como Orion Festival é um festival de música criado pela banda Metallica, e é realizado anualmente nos Estados Unidos. A primeira edição ocorreu em 2012 em Atlantic City, Nova Jersey. A segunda edição do festival acontecerá em Detroit, entre os dias 8 e 9 de junho de 2013.

## Lineup de 2012
Entre os dias 23 e 24 de junho ocorreu a primeira edição do festival, 37 atrações passaram pelos quatro palcos, Orion, Fuel, Damage Inc. e Frantic, que contou com bandas de uma grande variedade de gêneros musicais, que vão desde o heavy metal, punk rock, rock experimental e ate mesmo o indie rock.
| Palcos | Palcos                                                               | Palcos                                                                     | Palcos                                                                                | Palcos |
| ------ | -------------------------------------------------------------------- | -------------------------------------------------------------------------- | ------------------------------------------------------------------------------------- | --- |
|        | Orion                                                                | Fuel                                                                       | Damage Inc                                                                            | Frantic |
| Dia 23 | - Metallica - Modest Mouse - The Gaslight Anthem - Lucero - Baroness | - Arctic Monkeys - Cage the Elephant - Fucked Up - The Sword               | - Suicidal Tendencies - Red Fang - Kyng - Letlive - Black Tusk                        | - Hot Snakes - Jim Florentine - Jim Breuer Heavy Metal Comedy Tour - Don Jamieson - Roky Erickson - Wooden Shjips                                        |
| Dia 24 | - Metallica - Eric Church - Best Coast - Ghost                       | - Avenged Sevenfold - Volbeat - Gary Clark Jr. - A Place to Bury Strangers | - Sepultura - The Black Dahlia Murder - Torche - Landmine Marathon - ‪Thy Will Be Done | - Titus Andronicus - Charred Walls of the Damned - Jim Breuer Heavy Metal Comedy Tour - Shuli Egar - Soul Rebels Brass Band - The Black Angels - Liturgy |